# ТЕС Ал-Джуба
20°23′35″ пн. ш. 45°12′22″ сх. д. / 20.39306° пн. ш. 45.20611° сх. д.
ТЕС Ал-Джуба — теплова електростанція на півдні Саудівської Аравії.
Станція, яка використовує встановлені на роботу у відкритому циклі газові турбіни, почала свою роботу не пізніше 1988 року. Станом на 2004-й тут працювало сім турбін AEG Kanis потужністю від 25,1 МВт до 25,9 МВт, а також дві турбіни General Electric з показниками по 20,3 МВт.
Між 2009 та 2013 роками ТЕС пройшла суттєве підсилення та отримала додатково чотири турбіни General Electric потужністю від 56,9 МВт до 62,7 МВт.
Таким чином, загальна потужність ТЕС досягнула 459 МВт.
Як паливо станція використовує нафтопродукти.